# Bần chua
Bần chua hay Bần sẻ (danh pháp khoa học: Sonneratia caseolaris) là một loài thực vật có hoa trong họ Lythraceae. Loài này được (L.) Engl. miêu tả khoa học đầu tiên năm 1897.

## Đặc điểm và phân bố
Đây là loài thực vật ngập mặn, cây có thể cao đến 20m và có đường kính đến 50 cm. Chúng phát triển trên các bãi triều bùn từ châu Phi đến Indonesia, về phía nam đến đông bắc Úc và Nouvelle-Calédonie và về phía bắc đển đảo Hải Nam và Philippines.
Loài này sống chủ yếu ở phần trên của cửa sông (không nằm gần cửa sông) trong vùng gian triều dưới. Nó có thể chịu mặn đến tối đa 35 ppt, tuy nhiên chúng tập trung chủ yếu ở những vùng có độ măn thấp hơn, nhiều bùn, có nước ngọt chuyển động.

## Thành phần hóa học
Trái cho 11% pectin (ZMB). Gỗ cho 52,7% brown pulp (8.5% lignin, 17.6% pentosan). Emodin và axit chrysophanic có thể là chất có màu trong thuốc thô. Vỏ cây lấy ở châu Phi cho 17,1% tanin, của lớp pyrogallol. Thân cây ở Ấn Độ cho 9–17%, vỏ cành cây cho 11-12%. Gỗ có hai màu cơ bản, archin (C15H10O5) và archinin (C15H14O12).

## Trong văn hóa
Trái của chúng là biểu tượng của văn hóa dân gian Maldives, Kulhlhavah Falhu Rani.

## Sử dụng
Lá và trái có thể được dùng làm thức ăn ở một số khu vực. Ở Việt Nam, rễ thở của chúng được dùng làm nút chai, trong dân gian rễ này còn được gọi là "cặc bần".
Vỏ chứa nhiều tanin có thể dùng cho thuộc da.